# جان اسپیکر
جان اسپیکر (انگلیسی: John Spicer؛ زادهٔ ۱۳ سپتامبر ۱۹۸۳) بازیکن فوتبال اهل بریتانیا است.
از باشگاه‌هایی که در آن بازی کرده‌است می‌توان به باشگاه فوتبال برنلی، باشگاه فوتبال آرسنال، باشگاه فوتبال نوتس کانتی، باشگاه فوتبال ای‌اف‌سی بورنموث، باشگاه فوتبال لیتون اورینت، باشگاه فوتبال دونکستر راورز، باشگاه فوتبال ساوتند یونایتد، و باشگاه فوتبال ای‌اف‌سی بورنموث اشاره کرد.
وی همچنین در تیم‌های ملی فوتبال زیر ۱۶ و ۲۰ سال انگلستان بازی کرده‌است.